# اندیس نجفت
نجفت یک اندیس غیرفلزی است که در حوالی شهر نطنز استان اصفهان قرار دارد و مادهٔ معدنی موجود در آن، باریت است.  